# Jean-Philippe Toussaint
Pour les articles homonymes, voir Toussaint (homonymie).
Œuvres principales
- La Salle de bain (1985)
- La Télévision (1997)
- « Cycle Marie Madeleine Marguerite de Montalte » : Faire l'amour (2002) - Fuir (2005) - La Vérité sur Marie (2009) - Nue (2013)

Jean-Philippe Toussaint, né le 29 novembre 1957 à Bruxelles, est un écrivain et réalisateur belge de langue française.

## Biographie

### Famille et formation
Fils d'Yvon Toussaint, journaliste au Soir, et de Monique Toussaint, fondatrice de la librairie Chapitre XII à Bruxelles, et frère de la productrice de cinéma Anne-Dominique Toussaint, Jean-Philippe Toussaint est diplômé de l'Institut d'études politiques de Paris (1978) et titulaire d'un DEA d'histoire contemporaine. Dans sa jeunesse, il a été champion du monde junior de scrabble.

### Carrière d'écrivain
Jean-Philippe Toussaint est l'auteur de romans qui se caractérisent par un style et un récit minimalistes, dans lesquels les personnages et les choses n'ont d'autre signification qu'eux-mêmes. Le premier livre de Toussaint, Échecs, est écrit entre 1979 et 1983. Il ne fut jamais publié en édition papier, mais fait l'objet d'une édition numérique le 1er mars 2012, avec une préface de Laurent Demoulin intitulée Échecs ou le dynamisme romanesque des puissances immobiles.
Jean-Philippe Toussaint obtient en 1986 le prix littéraire de la vocation pour son premier roman publié La Salle de bain. Il est lauréat de la Villa Kujoyama en 1996.
En 2002, il commence « Le Cycle de Marie », intitulé Marie Madeleine Marguerite de Montalte,, en quatre volets : Faire l'amour en 2002 ; Fuir en 2005, qui obtient le prix Médicis du roman français la même année ; La Vérité sur Marie en 2009, qui obtient quant à lui le Prix Décembre en 2009 et le prix triennal du roman, décerné par la Fédération Wallonie-Bruxelles, en 2013 ; et le quatrième volet Nue, en 2013. Il adapte en 2016 pour le théâtre ce cycle littéraire dans un spectacle mixte mêlant lectures, vidéos et musiques originales composées et jouées sur scène par The Delano Orchestra puis fait paraître en octobre 2017 en un seul volume, intitulé M.M.M.M., l'ensemble du cycle.
En 2014, il succède à Henry Bauchau au fauteuil 9 de l’Académie royale de langue et de littérature françaises de Belgique (ARLLFB).
Ses romans sont traduits en plus de vingt langues.
L'Échiquier (2023) prend une tournure autobiographique sur fond de confinement contre la pandémie de Covid-19.

## Œuvre littéraire

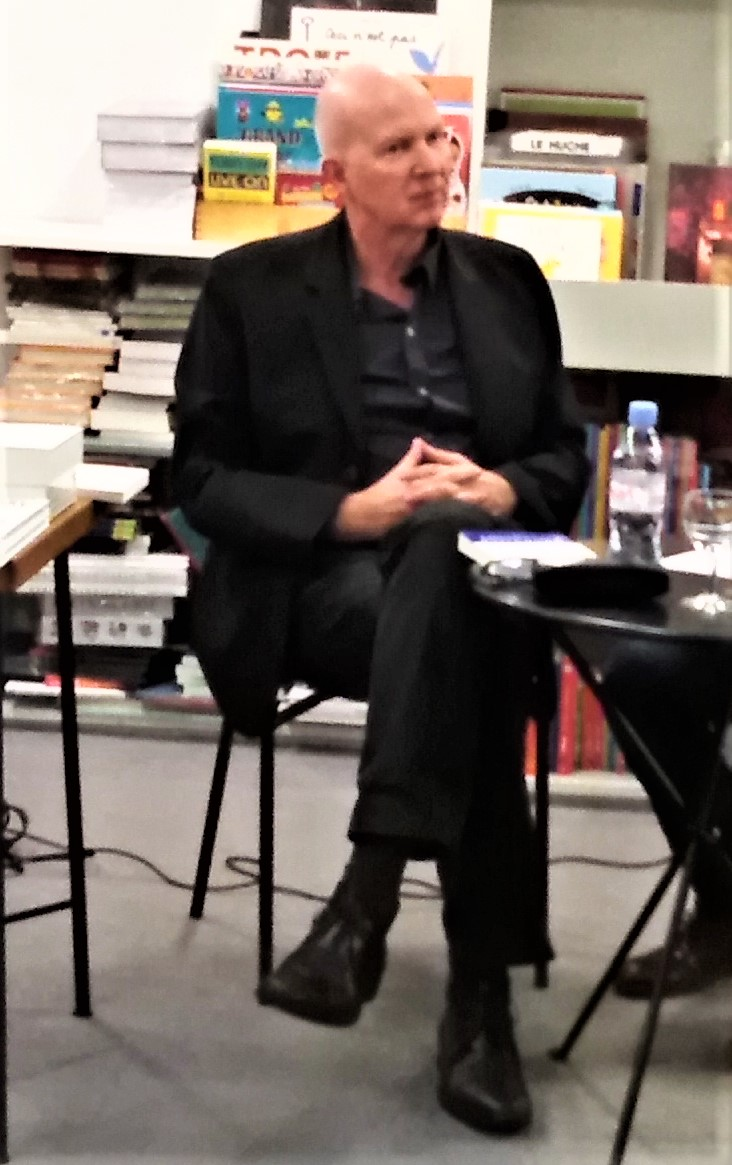
Jean-Philippe Toussaint présentant son livre La Clé USB, le 16 octobre 2019 à Grenoble

- La Salle de bain (Les Éditions de minuit, 1985)Prix littéraire de la vocation 1986
- Monsieur (Éditions de minuit, 1986)
- L'Appareil-photo (Éditions de minuit, 1989)
- La Réticence (Éditions de minuit, 1991)
- La Télévision (Éditions de minuit, 1997)Prix Victor Rossel 1997
- Autoportrait (à l'étranger) (récit/essai, Éditions de minuit, 1999, rééd. 2012)
- Faire l'amour (2002), suivi de « Faire l’amour à la croisée des chemins » par Laurent Demoulin (Éditions de Minuit, 2009)1er volet du « Cycle Marie Madeleine Marguerite de Montalte »Existe en livre audio lu par l'auteur, éditions Des femmes, coll. « Bibliothèque des voix »
- Fuir (Éditions de minuit, 2005)2e volet du « Cycle Marie Madeleine Marguerite de Montalte »Prix Médicis du roman français 2005
- Mes bureaux. Luoghi dove scrivo (essai, trad. du français par R. Ferrucci, Venise, éditions Amos, 2005, coll. Calibano no 7)
- La Mélancolie de Zidane (essai, Éditions de minuit, 2006)
- La Vérité sur Marie (Éditions de minuit, 2009)3e volet du « Cycle Marie Madeleine Marguerite de Montalte »Prix Décembre 2009 et prix triennal du roman de la Fédération Wallonie-Bruxelles 2013
- L'Urgence et la Patience (récit/essai, Éditions de minuit, 2012)
- La Main et le Regard (Le Passage et Louvre éditions, 2012), livre d'art qui accompagne l'exposition « Livre/Louvre de » Jean-Philippe Toussaint, organisée au musée du Louvre
- Nue (Éditions de minuit, 2013)4e volet du « Cycle Marie Madeleine Marguerite de Montalte »
- Football (récit/essai, Éditions de minuit, 2015)
- Made in China (récit, Éditions de minuit, 2017)
- M.M.M.M. (parution en un volume du « Cycle Marie Madeleine Marguerite de Montalte », Éditions de Minuit, 2017)
- La Clé USB (Éditions de minuit, 2019)

- Félix Vallotton, intimité(s)... et le regard de Jean-Philippe Toussaint, illustrations (30 gravures) Félix Vallotton, textes Jean-Philippe Toussaint (éditions Martin de Halleux, 2019)
- La Patinoire (ciné-roman, Les Impressions Nouvelles, 2019)
- Les Émotions (Éditions de minuit, 2020)

- La Disparition du paysage (Éditions de minuit, 2021)
- C'est vous l'écrivain (Éditions Le Robert, 2022)
- L'Instant précis où Monet entre dans l'atelier (Éditions de minuit, 2022)
- L'Échiquier (Éditions de minuit, 2023) (ISBN 978-2-7073-4885-2)

## Filmographie
(Réalisateur et scénariste sauf mention contraire)
- 1989 : La Salle de bain de John Lvoff, scénario de Jean-Philippe Toussaint d'après son roman homonyme.
- 1990 : Monsieur, d'après son roman homonyme
- 1992 : La Sévillane, d'après son roman L'Appareil-photo
- 1994 : Berlin, 10 heures 46 (en collaboration avec Torsten Fischer)
- 1998 : La Patinoire
- 2007 : Hors du soleil, des baisers et des parfums sauvages (en collaboration avec Ange Leccia)
- 2012 : Trois fragments de "Fuir"

## Expositions et spectacles
- 2001 : CASO, Osaka
- 2002 : Galerie-1 Civa
- 2006 : Fondation Espace Écureuil pour l'Art contemporain Toulouse
- 2007 : Le Parvis 3, Pau
- 2008 : Domaine Orenga de Gaffory, Corse
- 2012 : Exposition « Livre/Louvre », musée du Louvre, Paris
- 2016 : Spectacle MMMM en collaboration avec The Delano Orchestra, La Comédie de Clermont-Ferrand
- 2019 : Exposition « Jean-Philippe Toussaint décoratif » (avec Ange Leccia et Anna Toussaint), musée des Arts décoratifs et du Design de Bordeaux[11]
- 2021 : La Disparition du paysage, mise en scène et scénographie d'Aurélien Bory avec Denis Podalydès

## Distinctions
- 1986 : prix littéraire de la vocation pour La Salle de bain
- 1990 : prix André-Cavens de l’Union de la critique de cinéma (UCC) pour le meilleur film belge pour Monsieur
- 1997 : prix Victor Rossel pour La Télévision
- 2005 : prix Médicis pour Fuir
- 2009 : prix Décembre pour La Vérité sur Marie
- 2013 : prix triennal du roman de la Fédération Wallonie-Bruxelles pour La Vérité sur Marie
- 2014 : membre de l'Académie royale de langue et de littérature françaises de Belgique
- 2015 : Grand prix « Sport et Littérature » pour Football